# Fade
Fade е песен на британския DJ Джакуоб с участието на Мейдей. Сингълът е пуснат на 15 март 2013 година във Великобритания за дигитално сваляне. Изкачва се до 35 място в Ю Кей Сингълс Чарт.

## Клип
Клипът е качен в музикалния портал YouTube на 10 февруари 2013 година. Дължината му е 3,26 минути. Режисьор на видеото е Били Бойд Кейп и в него участва Никол О'Нийл.